# Zjednoczenie Apostolstwa Katolickiego

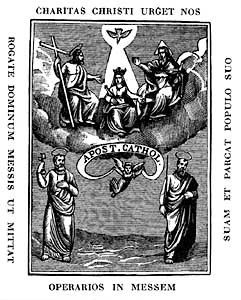
Pierwszy herb Zjednoczenia Apostolstwa Katolickiego

Zjednoczenie Apostolstwa Katolickiego (łac. Unio Apostolatus Catholici, ang. Union of Catholic Apostolate, wł. Unione dell'Apostolato Cattolico, skrót: ZAK lub UAC) stowarzyszenie kościelne założone przez św. Wincentego Pallottiego w Rzymie w 1835.
Główną ideą Zjednoczenia jest pobudzanie wszystkich członków Kościoła (w tym szczególnie osób świeckich) do apostolstwa powszechnego i współodpowiedzialności za dzieło zbawienia. Obecnie wspólnoty ZAK istnieją w wielu krajach na całym świecie, zwykle tam gdzie działają księża pallotyni lub siostry pallotynki, zaś obie te wspólnoty zakonne są integralną częścią Zjednoczenia Apostolstwa Katolickiego.
Duchowym centrum Zjednoczenia jest rzymski kościół San Salvatore in Onda, gdzie w głównym ołtarzu spoczywa ciało św. Wincentego Pallottiego.
Zjednoczenie zostało oficjalnie erygowane, a jego Statut zatwierdzony przez Papieską Radę ds. Świeckich w dniu 28 października 2003 r. jako międzynarodowe publiczne stowarzyszenie wiernych. Dlatego też dzień 28 października obchodzony jest jako święto Zjednoczenia.